# Notylia buchtienii
Notylia buchtienii är en orkidéart som beskrevs av Rudolf Schlechter. Notylia buchtienii ingår i släktet Notylia och familjen orkidéer. Inga underarter finns listade i Catalogue of Life.